# Saint-Martin-de-Fraigneau
Pour les articles homonymes, voir Saint-Martin et Fraigneau.
Saint-Martin-de-Fraigneau est une commune française située dans le département de la Vendée, en région Pays de la Loire.

## Géographie
Le territoire municipal de Saint-Martin-de-Fraigneau s'étend sur 1 347 hectares. L'altitude moyenne de la commune est de 26 mètres, avec des niveaux fluctuant entre 10 et 37 mètres,.
| Fontenay-le-Comte            |                           | Xanton-Chassenon      |
|                              | Saint-Martin-de-Fraigneau |                       |
| Fontaines Doix lès Fontaines |                           | Saint-Pierre-le-Vieux |

### Climat
Pour des articles plus généraux, voir Climat des Pays de la Loire et Climat de la Vendée.
En 2010, le climat de la commune est de type climat océanique franc, selon une étude du CNRS s'appuyant sur une série de données couvrant la période 1971-2000. En 2020, Météo-France publie une typologie des climats de la France métropolitaine dans laquelle la commune est exposée à un climat océanique et est dans la région climatique  Poitou-Charentes, caractérisée par un bon ensoleillement, particulièrement en été et des vents modérés. 
Pour la période 1971-2000, la température annuelle moyenne est de 12 °C, avec une amplitude thermique annuelle de 14,4 °C. Le cumul annuel moyen de précipitations est de 838 mm, avec 12,4 jours de précipitations en janvier et 6,6 jours en juillet. Pour la période 1991-2020, la température moyenne annuelle observée sur la station météorologique de Météo-France la plus proche, « Surin_sapc », sur la commune de Surin à 22 km à vol d'oiseau, est de 12,9 °C et le cumul annuel moyen de précipitations est de 936,5 mm,. Pour l'avenir, les paramètres climatiques de la commune estimés pour 2050 selon différents scénarios d'émission de gaz à effet de serre sont consultables sur un site dédié publié par Météo-France en novembre 2022.

## Urbanisme

### Typologie
Au 1er janvier 2024, Saint-Martin-de-Fraigneau est catégorisée bourg rural, selon la nouvelle grille communale de densité à sept niveaux définie par l'Insee en 2022.
Elle est située hors unité urbaine. Par ailleurs la commune fait partie de l'aire d'attraction de Fontenay-le-Comte, dont elle est une commune de la couronne,. Cette aire, qui regroupe 30 communes, est catégorisée dans les aires de moins de 50 000 habitants,.

### Occupation des sols
L'occupation des sols de la commune, telle qu'elle ressort de la base de données européenne d’occupation biophysique des sols Corine Land Cover (CLC), est marquée par l'importance des territoires agricoles (92,4 % en 2018), en diminution par rapport à 1990 (93,4 %). La répartition détaillée en 2018 est la suivante : 
terres arables (89,4 %), zones urbanisées (7,6 %), zones agricoles hétérogènes (2,9 %). L'évolution de l’occupation des sols de la commune et de ses infrastructures peut être observée sur les différentes représentations cartographiques du territoire : la carte de Cassini (XVIIIe siècle), la carte d'état-major (1820-1866) et les cartes ou photos aériennes de l'IGN pour la période actuelle (1950 à aujourd'hui).

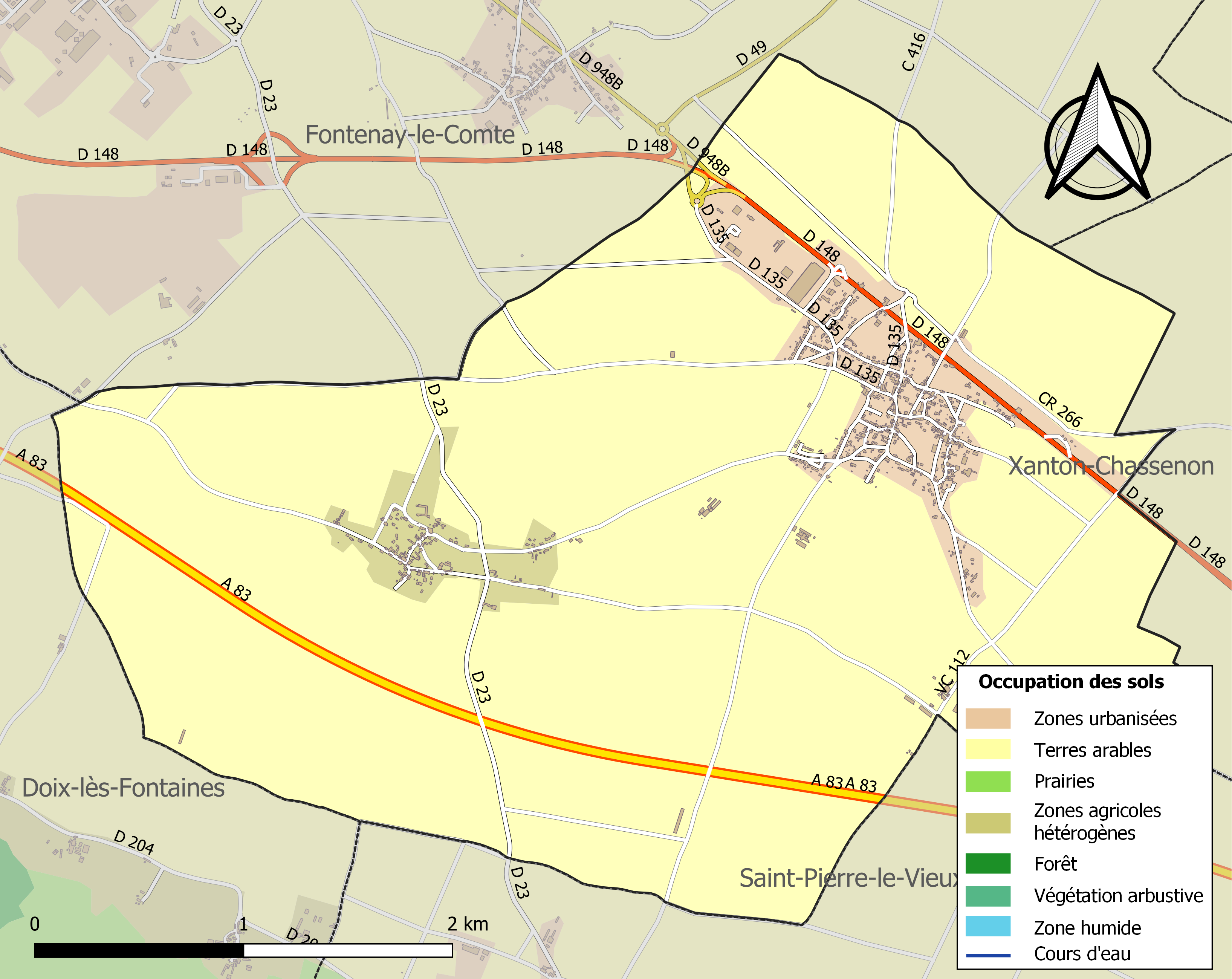
Carte des infrastructures et de l'occupation des sols de la commune en 2018 (CLC).

## Politique et administration

### Liste des maires
| Période                                  | Période   | Identité         | Étiquette | Qualité                                   |
| ---------------------------------------- | --------- | ---------------- | --------- | ----------------------------------------- |
| Les données manquantes sont à compléter. |           |                  |           |                                           |
|                                          |           | Arsène Garnier   |           | Commerçant                                |
| mai 1953                                 | mars 1971 | Léon Maingueneau |           |                                           |
| Les données manquantes sont à compléter. |           |                  |           |                                           |
| décembre 1980                            | mars 1989 | Claude Berland   |           | Agriculteur                               |
| mars 1989                                | juin 1995 | Bernard Guérin   | PCF       | Technicien France Télécom                 |
| juin 1995                                | mars 2001 | Paul Baptiste    |           | Entrepreneur de menuiserie retraité       |
| mars 2001                                | mai 2020  | Bernard Guérin,  | PCF       | Technicien France Télécom en pré-retraite |
| mai 2020                                 | En cours  | Michel Pouzet    |           | Retraité des assurances                   |

## Population et société

### Démographie

#### Évolution démographique
L'évolution du nombre d'habitants est connue à travers les recensements de la population effectués dans la commune depuis 1793. Pour les communes de moins de 10 000 habitants, une enquête de recensement portant sur toute la population est réalisée tous les cinq ans, les populations de référence des années intermédiaires étant quant à elles estimées par interpolation ou extrapolation. Pour la commune, le premier recensement exhaustif entrant dans le cadre du nouveau dispositif a été réalisé en 2007.

En 2022, la commune comptait 802 habitants, en évolution de −1,6 % par rapport à 2016 (Vendée : +5,33 %, France hors Mayotte : +2,11 %).
| 1793 | 1800 | 1806 | 1821 | 1831 | 1836 | 1841 | 1846 | 1851 |
| ---- | ---- | ---- | ---- | ---- | ---- | ---- | ---- | ---- |
| 557  | 470  | 538  | 556  | 492  | 507  | 579  | 571  | 568  |

| 1856 | 1861 | 1866 | 1872 | 1876 | 1881 | 1886 | 1891 | 1896 |
| ---- | ---- | ---- | ---- | ---- | ---- | ---- | ---- | ---- |
| 588  | 570  | 518  | 457  | 430  | 502  | 538  | 520  | 529  |

| 1901 | 1906 | 1911 | 1921 | 1926 | 1931 | 1936 | 1946 | 1954 |
| ---- | ---- | ---- | ---- | ---- | ---- | ---- | ---- | ---- |
| 480  | 504  | 495  | 474  | 491  | 499  | 503  | 493  | 462  |

| 1962 | 1968 | 1975 | 1982 | 1990 | 1999 | 2006 | 2007 | 2012 |
| ---- | ---- | ---- | ---- | ---- | ---- | ---- | ---- | ---- |
| 493  | 463  | 489  | 528  | 697  | 787  | 827  | 832  | 808  |

| 2017 | 2022 | - | - | - | - | - | - | - |
| ---- | ---- | - | - | - | - | - | - | - |
| 820  | 802  | - | - | - | - | - | - | - |

#### Pyramide des âges
En 2018, le taux de personnes d'un âge inférieur à 30 ans s'élève à 34,6 %, soit au-dessus de la moyenne départementale (31,6 %). À l'inverse, le taux de personnes d'âge supérieur à 60 ans est de 24,0 % la même année, alors qu'il est de 31,0 % au niveau départemental.
En 2018, la commune comptait 410 hommes pour 403 femmes, soit un taux de 50,43 % d'hommes, légèrement supérieur au taux départemental (48,84 %).
Les pyramides des âges de la commune et du département s'établissent comme suit.
| Hommes | Classe d’âge | Femmes |
| ------ | ------------ | ------ |
| 0,0    | 90 ou +      | 0,0    |
| 6,1    | 75-89 ans    | 6,0    |
| 18,6   | 60-74 ans    | 17,1   |
| 26,2   | 45-59 ans    | 26,4   |
| 14,7   | 30-44 ans    | 15,6   |
| 15,7   | 15-29 ans    | 16,4   |
| 18,7   | 0-14 ans     | 18,5   |

| Hommes | Classe d’âge | Femmes |
| ------ | ------------ | ------ |
| 0,8    | 90 ou +      | 2,2    |
| 8,7    | 75-89 ans    | 11,1   |
| 20,3   | 60-74 ans    | 21,3   |
| 20     | 45-59 ans    | 19,4   |
| 17,5   | 30-44 ans    | 16,8   |
| 15     | 15-29 ans    | 13,2   |
| 17,7   | 0-14 ans     | 16,1   |

## Économie
- Entreprise de transport Girard-Thoinard (200 salariés).

## Lieux et monuments
- Église Saint-Martin du XIXe siècle.
- Château de Puy-Sec (chapelle et escalier). Le château constitue l'élément architectural majeur de la commune de Saint Martin de Fraigneau. Construit au XVIIe siècle, il a été remanié au XVIIIe et au XIXe, avant d'être acheté en 1950 et transformé en lieu d'apprentissage.

Les poilus de Saint-Martin-de-Fraigneau 14-18
Chiron Rénée Joseph, né le 20 mai 1897 à Saint-Michel-le-Cloucq en Vendée, mort le 1er octobre 1918 au combat au sud de Livy dans les Ardennes. Fils de Chiron Léontine, il était cultivateur, avait les cheveux chatains, le visage ovale et mesurait 1 mètre 61. Lors de la Première Guerre mondiale, il est recruté à Fontenay-le-Comte dans la classe 1917, puis il intègre le 120e régiment d'infanterie. Blessé le 12 juillet 1917 à Flaney (écrasement de l'annulaire gauche survenu en service commande en voiture). « Soldat très brave et courageux », a réussi à s'échapper des mains de l'ennemi.
Courtin Cléophas Eugène, né le 14 novembre 1897 à Saint-Hilaires-des-Loges, mort le 2 mars 1917 à l'hôpital. Fils de Jean Emile. Il était cultivateur, avait les cheveux chatains un visage ovale et mesurait 1 mètre 70. Lors de la Première Guerre Mondiale, il est recruté à Fontenay-le-Comte dans la classe 1917. Puis il intègre le 51e régiment d'artillerie. Entré à l'hôpital le 17 février 1917 pour « rougeole »1. Il décède à l'hôpital de Broussais le 2 mars 1917, à l'âge de 20 ans.
Garnier Maximille François Marie, né le 16 novembre 1880 à Saint-Martin-de-Fraigneau en Vendée, mort le 26 février 1916. Fils de Joseph et de Rouger Marie. Il était maçon, avait les yeux châtains, un visage ovale. Incorporé au 65e régiment d'infanterie à compter du 16 novembre 1901. Il passe, soldat de 1re classe le 11 juillet 1902. Passé au cadre de l'école supérieure Guerre comme ordonneur le 29 octobre 1903. Il est naufragé de la Provence le 26 février 1916.
Geant Emmanuel Marie Clovis Joseph, né le 11 mai 1893 à Saint-Martin-de-Fraigneau, mort le 9 juin 1913 à Louvencourt en Somme. Fils de Auguste et de Garnier Léontine. Il avait les cheveux châtains, le visage ovale et mesurait 1 mètre 63. Engagé volontaire pour 4 ans le 10 juillet 1911 à la mairie de la Roche sur Yon au titre du 93e régiment d’infanterie. Arrive au corps et soldat de 2e classe le 10 juillet 1911. Nommé Caporal le 20 février 1912. Sergent le 28 décembre 1914. ……. sous-lieutenant à titre temporaire avec rang le 26 mai 1918. Décédé le 9 juin 1915, des suites des blessures de guerre à Louvencourt dans la Somme « Mort pour la France » Rayé des contrôles le 10 juin 1915 à l'âge de 20 ans.
Véquaud Maurice Emilien Arthur, né le 3 septembre 1918 à Xanton-Chassenon, mort le 27 février 1918 par « blessure de guerre » à l’hôpital de Fontenay-le-Compte en Vendée. Fils de Louis, il était cultivateur, avait les cheveux noirs, le visage rond et mesurait 1 mètre 67. Il intègre le 42e régiment d'infanterie après avoir été recruté à Fontenay-le-Comte pour la Première Guerre mondiale. Il meurt à l'âge de 24 ans le 27 février 1918.
Bobineau Ernest Valentin Gaspard, né le 4 février 1890 à Saint-Martin-de-Fraigneau en Vendée, « tué à l'ennemi » le 22 août 1914 à Massin en Belgique. Fils d'Ernest Bobineau, il avait lors de la Première Guerre Mondiale, il a été recruté à Fontenay-le-Compte dans la classe 1918. Puis il intègre le 137e régiment d'infanterie en qualité sergent. Il est mort à l'âge de 24 ans.
Mars Celestin Valentin Auguste, né le 8 avril 1893 à Pury de Serre en Vendée, mort le 8 septembre 1914 à Fère-Champenoise en Marne. Fils de Auguste et de Mérit Rose, il avait les cheveux chatains, les yeux bleus, il mesurait 1 mètre 67. Recruté à Fontenay-le-Compte, bon pour le service armé, il intègre le 93e régiment d’infanterie, à la Roche sur Yon, à compter du 27 septembre 1913. Il est mort à l'âge de 21 ans.
Mars Henri Ernest, né le 6 juin 1889 à Pury de Serre en Vendée, mort d'une maladie (tuberculose) le 3 août 1917 à Nieul sur l’Autise en Vendée. Fils de Auguste Mars, il avait les cheveux et sourcils noirs, un visage ovale et mesurait 1 mètre 71. Il est recruté à Fontenay-le-Comte il intègre le 175e régiment d'infanterie comme soldat. Il est mort à l'âge de 28 ans.
Pouponnot Roger Louis Auguste, né le 5 janvier 1894 à Saint-Martin-de-Fraigneau en Vendée, « tué à l'ennemi » le 8 mars 1916 à Vaux-Devant-Danloup. Fils de Louis Pouponnot et de Girard Louise, il avait les cheveux châtains, les yeux bleus, un visage long et mesurait 1 mètre 80. Recruté à Fontenay-le-Comte, il intègre le 409e régiment d'infanterie le 21 mars 1915. Il est mort à l'âge de 22 ans.
Baubillon Auguste Célestin, né le 12 janvier 1884 à Saint-Martin-de-Fraigneau en Vendée, il est décédé à l'hôpital à Amiens le 19 novembre 1914. Fils de Auguste Baubillon et de Raison Léonide, il avait le cheveux et sourcils châtains, les yeux gris, un visage ovale et mesurait 1 mètre 70. Il est mort à 20 ans. Recruté à Fontenay-le-Comte, il intègre le 337e régiment d'infanterie en tant que 2e classe.

## Pour approfondir